# 봄버맨 (1983년 비디오 게임)
봄버맨(Bomberman, ボンバーマン)은 허드슨 소프트가 개발한 아케이드 스타일의 미로 기반 비디오 게임이다. 오리지널 홈 컴퓨터 게임 봄버맨(爆弾男, 바쿠단 오토코)은 1983년 7월 NEC PC-8801, NEC PC-6001, 후지쯔 FM-7, 샤프 MZ-700, 샤프 MZ-2000, 샤프 X1, MSX용으로 일본에서 출시되었으며, MSX와 ZX 스펙트럼용의 그래픽 수정판은 유럽에서 "Eric and the Floaters"라는 제목으로 출시되었다. 3-D 봄버맨이라는 일본의 후속작도 있으며 봄버맨이 일인칭 관점에서 미로를 탐험한다. 1985년, 봄버맨은 패밀리 컴퓨터용으로 출시되었다. 이후 기초적인 게임플레이 기반의 여러 봄버맨 시리즈를 탄생시켰다.